# GAYAZOV$ BROTHER$
GAYAZOV$ BROTHER$ — російська музична група. Складається з двох братів — Тимура і Ільяса Гаязових. За національністю - татари. Випускають музику під лейблом Warner Music Russia.
Тимур — автор і виконавець пісень, Ільяс — продюсер і автор пісень. Відносять виконувану своїм дуетом музику до жанру «новий реп».
Випущений 15 березня 2019 року альбом «Кредо» протягом 14 тижнів входив в топ-10 альбомного чарту Apple Music в Росії. Олексій Мажаев у своїй рецензії для порталу InterMedia описав музику як «суміш r'n'b, манірного „вокодерного“ співу з невеликим додаванням ледь помітного обволікаючого східного колориту».

## Дискографія

### Альбоми
| № | Назва                                                                                     |
| - | ----------------------------------------------------------------------------------------- |
| 1 | «Поверніть в моду любов чисту» - Випущено: 15 лютого 2017 р. - Лейбл: Warner Music Russia |
| 2 | «Кредо» - Випущено: 15 березня 2019 р. - Лейбл: Warner Music Russia                       |

### Сингли
| Год  | Назва                             | Чарти                           | Чарти                 | Чарти                   | Примітки       |
| Год  | Назва                             | СНГ                             | СНГ                   | СНГ                     | Примітки       |
| Год  | Назва                             | TopHit Top Radio & YouTube Hits | TopHit Top Radio Hits | TopHit Top YouTube Hits | Примітки       |
| ---- | --------------------------------- | ------------------------------- | --------------------- | ----------------------- | -------------- |
| 2014 | «Only You»                        |                                 |                       |                         | цифровий сингл |
| 2015 | «Верните в моду любовь»           |                                 |                       |                         | цифровий сингл |
| 2015 | «Ты красивая, как глаза матери»   |                                 |                       |                         | цифровий сингл |
| 2016 | «Вены резались сами»              |                                 |                       |                         | цифровий сингл |
| 2018 | «Кредо»                           | 289                             | 322                   | —                       | цифровий сингл |
| 2018 | «Карантин»                        |                                 |                       |                         | цифровий сингл |
| 2018 | «Клубника в шоколаде»             |                                 |                       |                         | цифровий сингл |
| 2018 | «Ищи другого»                     |                                 |                       |                         | цифровий сингл |
| 2019 | «Эликсир молодости»               |                                 |                       |                         | цифровий сингл |
| 2019 | «Чёрная пантера»                  |                                 |                       |                         | цифровий сингл |
| 2019 | «Упс, Салам!»                     |                                 |                       |                         | цифровий сингл |
| 2019 | «Самбука, Бомбей»                 |                                 |                       |                         | цифровий сингл |
| 2019 | «Порностар»                       |                                 |                       |                         | цифровий сингл |
| 2019 | «Коктейль Молотова»               |                                 |                       |                         | цифровий сингл |
| 2019 | «Заполонила»                      |                                 |                       |                         | цифровий сингл |
| 2019 | «Галактические танцы»             |                                 |                       |                         | цифровий сингл |
| 2019 | «Вкл / выкл»                      |                                 |                       |                         | цифровий сингл |
| 2019 | «Алко по акции»                   |                                 |                       |                         | цифровий сингл |
| 2019 | «До встречи на танцполе»          | 20                              | 149                   | 14                      | цифровий сингл |
| 2019 | «Пьяный туман»                    | 125                             | 697                   | 19                      | цифровий сингл |
| 2019 | «Увезите меня на Дип-хаус»        | 34                              | 92                    | 4                       | цифровий сингл |
| 2020 | «По синей грусти»                 |                                 |                       |                         | цифровий сингл |
| 2020 | «Хедшот»                          |                                 |                       |                         | цифровий сингл |
| 2020 | «Я, ты и море»                    |                                 |                       |                         | цифровий сингл |
| 2020 | «Уедем в Марокко» (feat. NETU$IL) |                                 |                       |                         | цифровий сингл |
| 2020 | «Ты Круче, чем...»                |                                 |                       |                         | цифровий сингл |

## Премії і номінації
| Рік  | Премія              | Категорія            | Результат | Іст.   |
| ---- | ------------------- | -------------------- | --------- | ------ |
| 2020 | «Нове радіо Awards» | Найкраща група       | Номінація | [ 36 ] |
| 2020 | «Нове радіо Awards» | Прорив року          | Номінація | [ 36 ] |
| 2022 | «Жара Music Awards» | Фан-клуб року        | Перемога  | [ 37 ] |
| 2022 | «Нове радіо Awards» | Найкраща група       | Номінація | [ 38 ] |
| 2022 | «Нове радіо Awards» | Найкраща колаборація | Номінація | [ 38 ] |
| 2023 | «Жара Music Awards» | Група року           | Перемога  | [ 39 ] |
| 2024 | «Жара Music Awards» | Best streaming       | Перемога  | [ 40 ] |